# Przemków
Przemków là một thị trấn thuộc huyện Polkowicki, tỉnh Dolnośląskie ở miền tây nam Ba Lan. Thị trấn có diện tích 6 km². Đến ngày 1 tháng 1 năm 2011, dân số của thị trấn là 6372 người và mật độ 1033 người/km².